# Van Soest
Van Soest is een natuurgebied van ongeveer 60 ha in de Belgische gemeente Heusden-Zolder. In het zuiden ligt natuurgebied Meylandt-Obbeek en in het oosten wordt het gebied door de N72 begrenst.
Het domeinbos Van Soest was vanaf de 18de eeuw in bezit van de familie de Horion en hierdoor nauw verbonden met het nabijgelegen Kasteel Obbeek. De naam Van Soest duikt pas in 1921 op, wanneer leden van de Horion- en Van Soestfamilies huwden. In 1998 werd het Agentschap voor Natuur en Bos eigenaar van het boscomplex. De jaren daarop werden nog enkele extra percelen aangekocht.
Het gebied is toegankelijk voor wandelaars. Lokale jeugdbewegingen gebruiken het domein als speelbos.